# Mauno Kotilainen
Mauno Johannes Kotilainen, född 30 april 1895 i Kuopio, död 16 april 1961 i Helsingfors, var en finländsk botaniker.
Kotilainen avlade filosofie doktorsexamen 1932. Han var 1925–1956 botanist vid Finska mosskulturföreningen, adjunkt i botanik vid Helsingfors universitet 1934–1943 och personlig e.o. professor 1943–1961. Han var specialiserad på myrarnas botanik och mossforskning; utgav även flera växtgeografiska arbeten rörande floran i östra Fennoskandien. Han var ordförande i Vanamo-sällskapet 1943–1951.